# Meczet Piątkowy w Male
Meczet Piątkowy w Male (maled. ‏މާލެ ހުކުރު މިސްކިތް‎, trl. Maale Hukuru Miskiy) – meczet wybudowany w XVII wieku, znajdujący się w stolicy Malediwów, mieście Male.
Gmach meczetu jest najważniejszym zabytkiem kraju i nieprzerwanie od czasu swojego powstania pełni funkcje sakralne. Stanowi jeden z największych na świecie budynków wybudowanych z koralowca, a od 2013 roku wraz z pięcioma innymi koralowymi meczetami figuruje na malediwskiej liście informacyjnej – liście obiektów proponowanych do zgłoszenia do wpisu na listę światowego dziedzictwa UNESCO.

## Historia

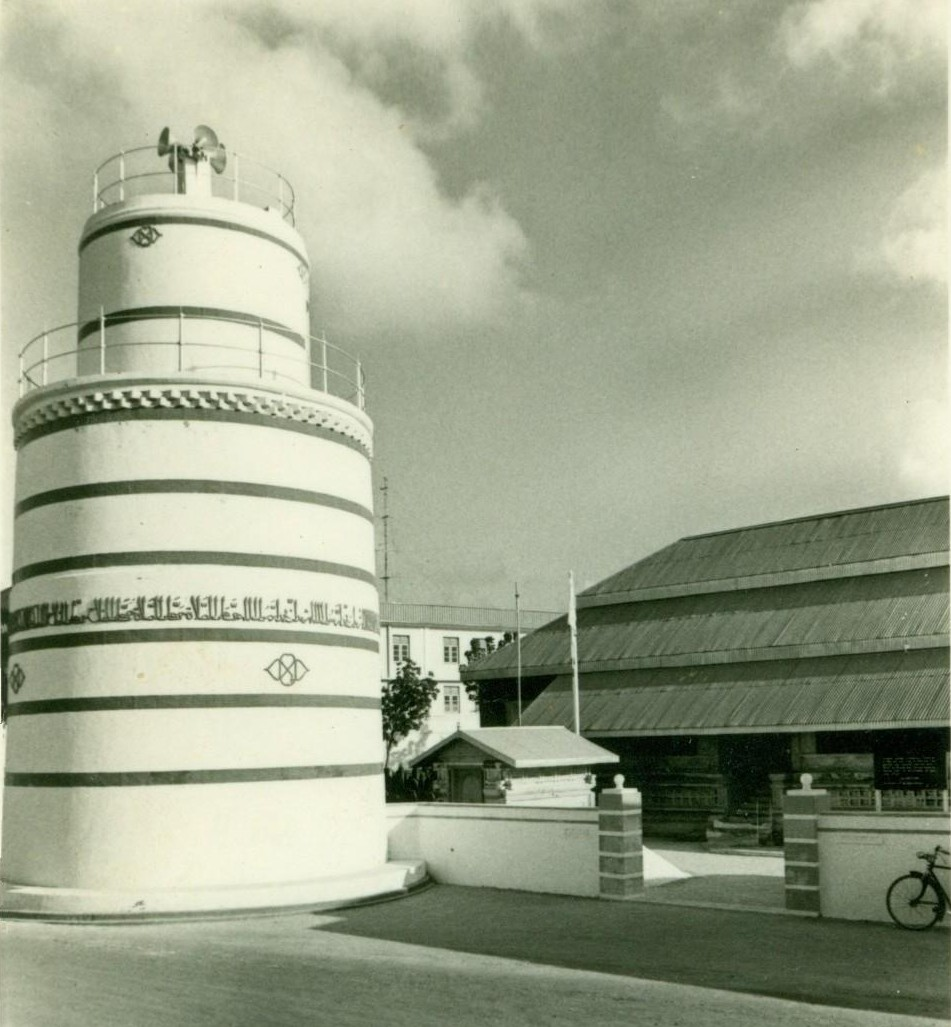
Meczet Piątkowy w Male (po prawej) wraz z minaretem (1981)

Pierwszy meczet piątkowy na Malediwach został zbudowany w 1153 roku, wkrótce po przejściu sułtana Dhovemi na islam. Wcześniej miejscowa ludność praktykowała buddyzm. Dokładne informacje o wymiarach i wyglądzie meczetu nie są znane, wiadomo jedynie, że w 1338 roku budynek ten został odnowiony.
Istniejący meczet z czasem stał się zbyt mały, by pomieścić wszystkich wiernych uczestniczących w modlitwach. Dlatego też w 1656 roku sułtan Malediwów Ibrahim Iskandar I podjął decyzję o wybudowaniu nowej świątyni. Stary meczet został wyburzony, a budowa nowego trwała około półtora roku i zakończyła się w 1658 roku. W 1668 roku sułtan po powrocie z pielgrzymki do Mekki nakazał wzniesienie nowej bramy do meczetu od strony południowej oraz minaretu; jego budowa zakończyła się w 1674 roku.
W 1904 roku, podczas drugich rządów sułtana Muhammada Shamsuddeena III, pierwotnie kryjącą dachy meczetu i bramy strzechę zastąpiono blachą falistą. W 1963 roku wymieniono konstrukcję dachu zastępując stare drewno drewnem tekowym, a blachę falistą – blachą aluminiową. W latach 1987–1988 kolejne prace konserwatorskie przeprowadził zespół indyjskich i malediwskich ekspertów.
Budynek jest najważniejszym zabytkiem kraju i nieprzerwanie od czasu swojego powstania pełni funkcje sakralne. Wzniesiono go z bogatych w węglan wapnia szkieletów korali madreporowych, głównie z rodzaju Porites, Colpophyllia i Orbicella, które były wydobywane z dna morskiego, cięte na bloki, a następnie suszone. Meczet stanowi jeden z największych na świecie budynków wybudowanych z koralowca, a od 2013 roku wraz z pięcioma innymi koralowymi meczetami figuruje na malediwskiej liście informacyjnej – liście obiektów proponowanych do zgłoszenia do wpisu na listę światowego dziedzictwa UNESCO.

## Architektura

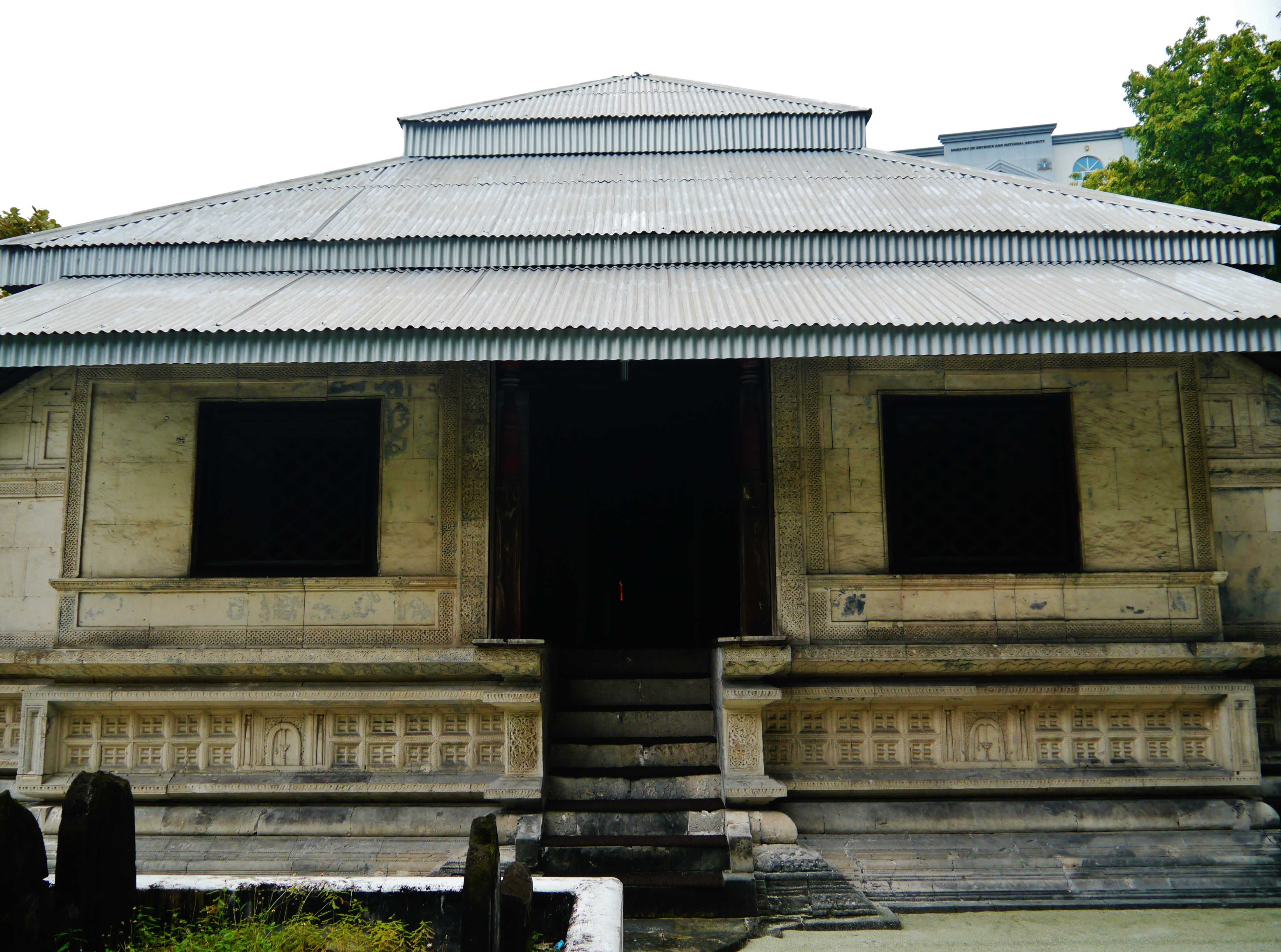
Jedno z wejść do meczetu (2018)

Kompleks meczetu Piątkowego w Male obejmuje budynek meczetu, duży cylindryczny minaret, studnie wyłożone koralowcem, zegar słoneczny oraz cmentarz z misternie rzeźbionymi nagrobkami i grobowcami dawnych władców i dostojników. Całość założenia otoczona jest murem.
Meczet został zbudowany na bogato zdobionej podstawie z ciętych bloków koralowca. Ma układ hypostylowy z kolumnami i ścianami również wykonanymi z tego materiału. Konstrukcja dachu jest drewniana, od zewnątrz trzywarstwowa, pokryta blachą aluminiową, zaś od wewnątrz świątynia posiada kasetonowy sufit. Dach i stolarkę okienną oraz drzwiową meczetu wykonali miejscowi mistrzowie ciesielscy, zwani maavadikaleyge. Zarówno części drewniane, jak i koralowe są misternie rzeźbione, mają elementy dekoracyjne, a drewno jest polakierowane. Budynek składa się z dwóch sal modlitewnych otoczonych z trzech stron przedsionkami przypominającymi werandy. Do większej z nich prowadzą trzy wejścia, a wewnątrz znajduje się mihrab oraz minbar w rogu pomieszczenia.
Obok meczetu stoi masywny XVII-wieczny minaret o cylindrycznym kształcie porównywanym do wielkiego tortu weselnego. Wykonany jest z otynkowanego kamienia koralowego wzmocnionego metalowymi opaskami. Pomalowany jest na biało, a zdobią go motywy kaligraficzne.

## Galeria

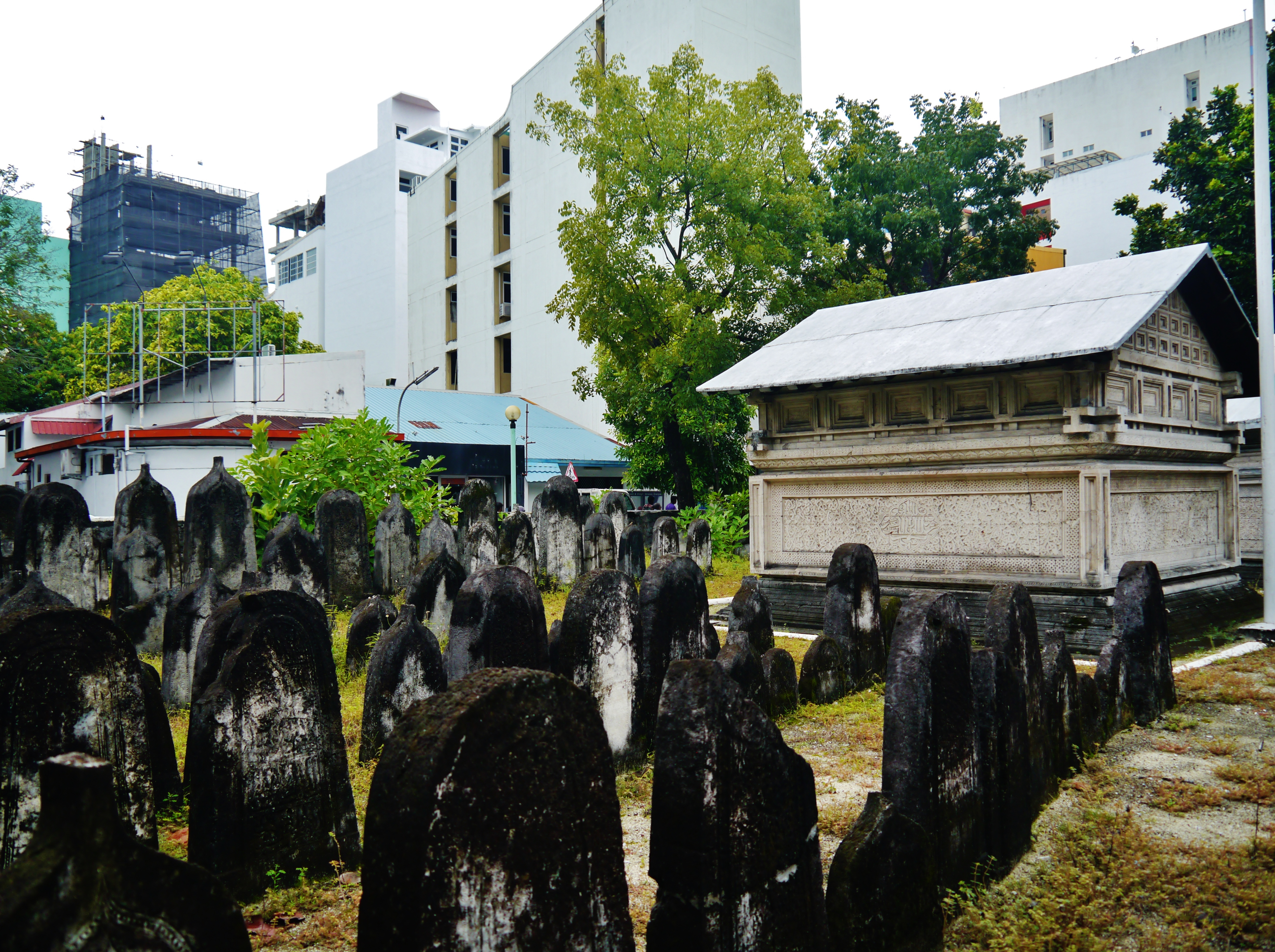
Cmentarz i otoczenie meczetu (2018)
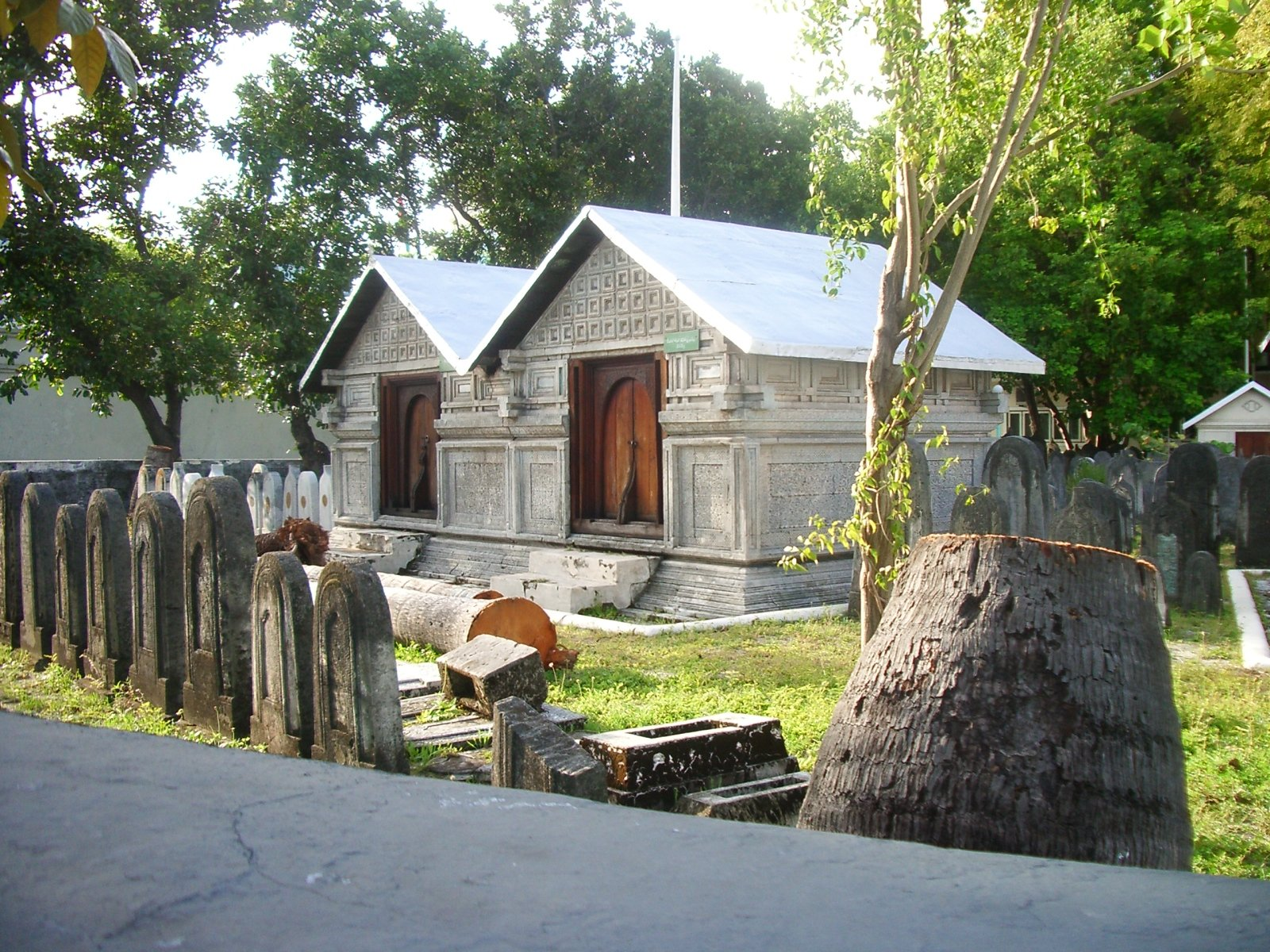
Sułtańskie grobowce obok meczetu Piątkowego (2006)
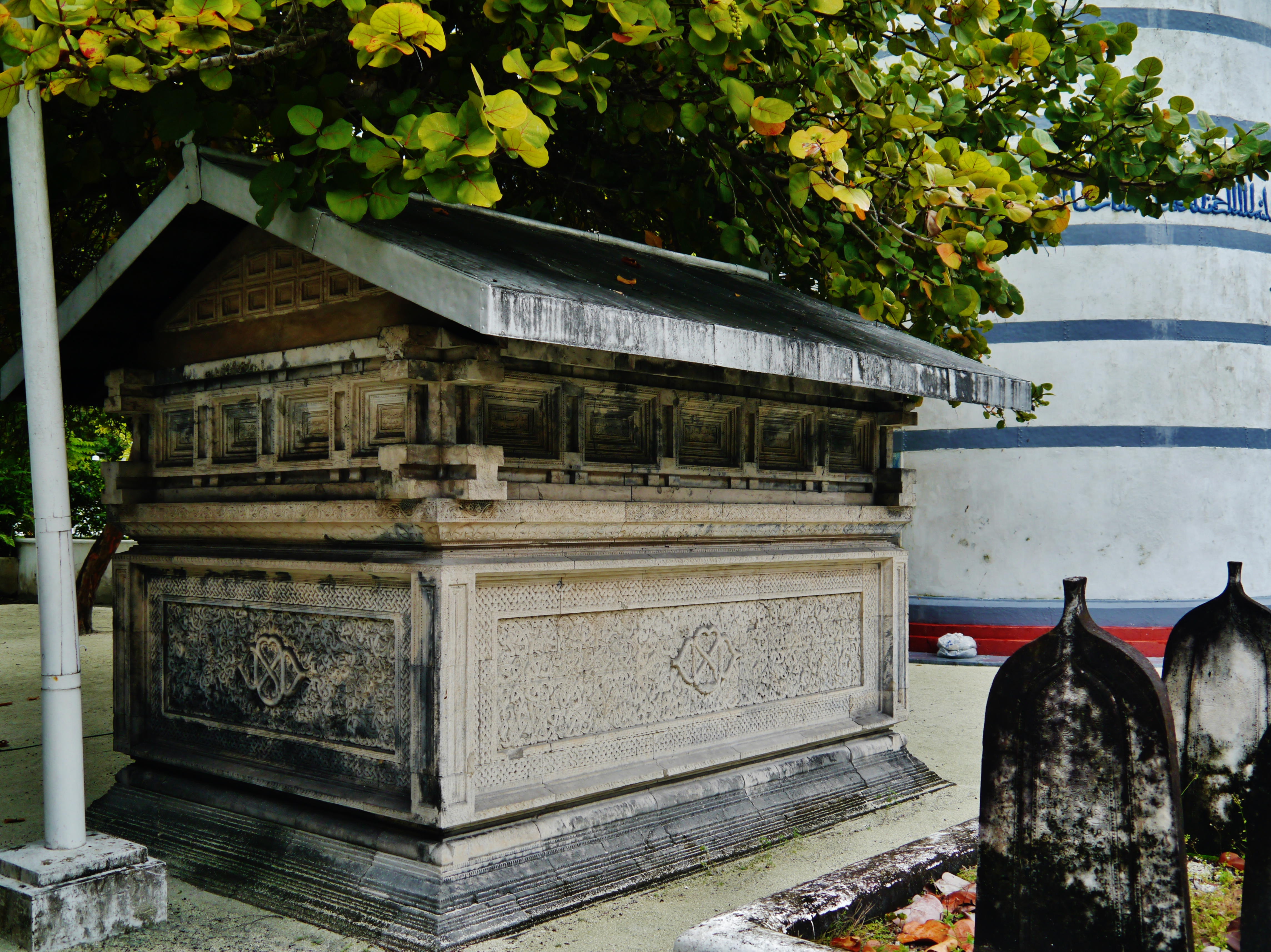
Jeden z grobowców, po prawej widoczny fragment minaretu (2018)
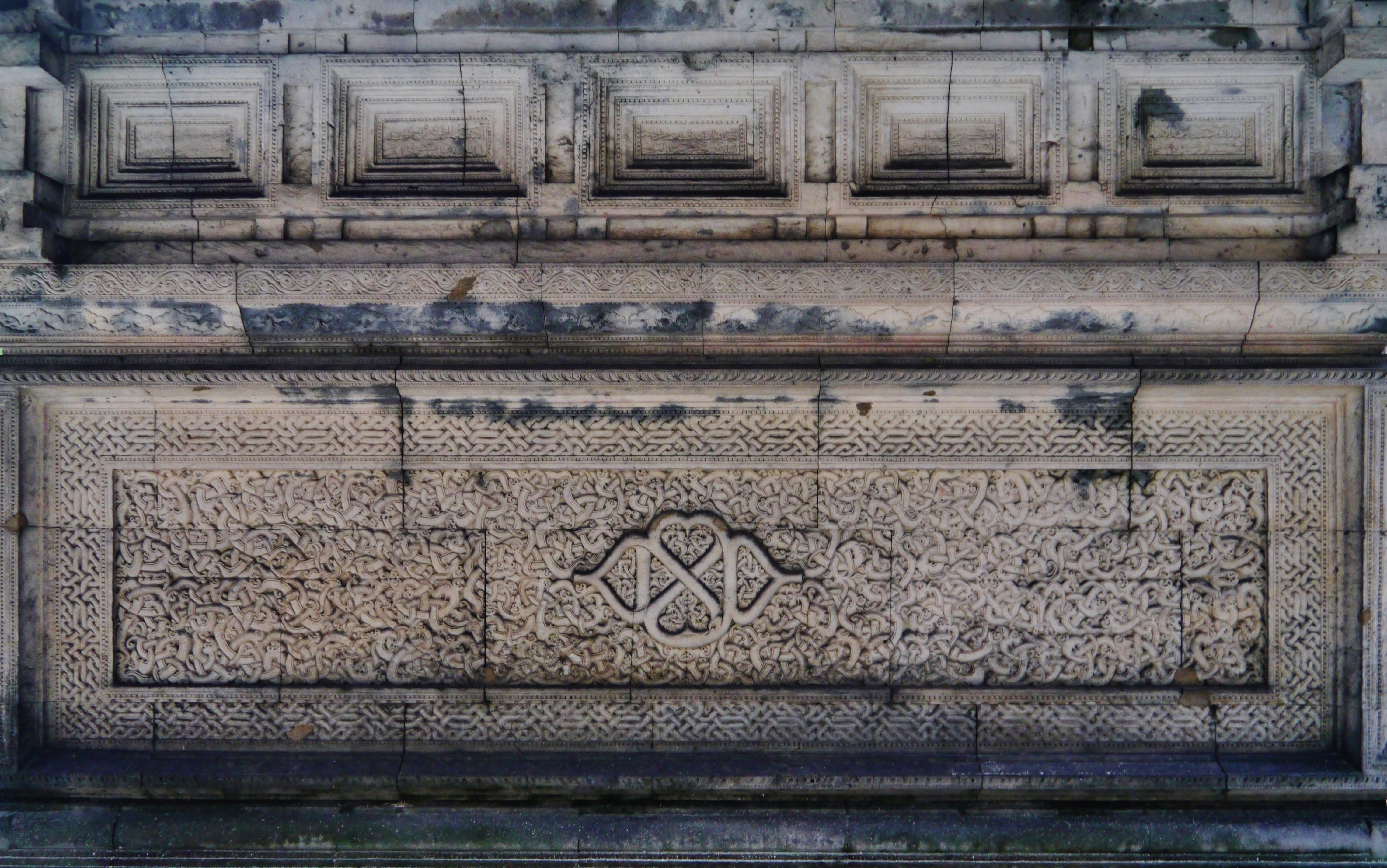
Detale kamieniarskie jednego z grobowców (2018)
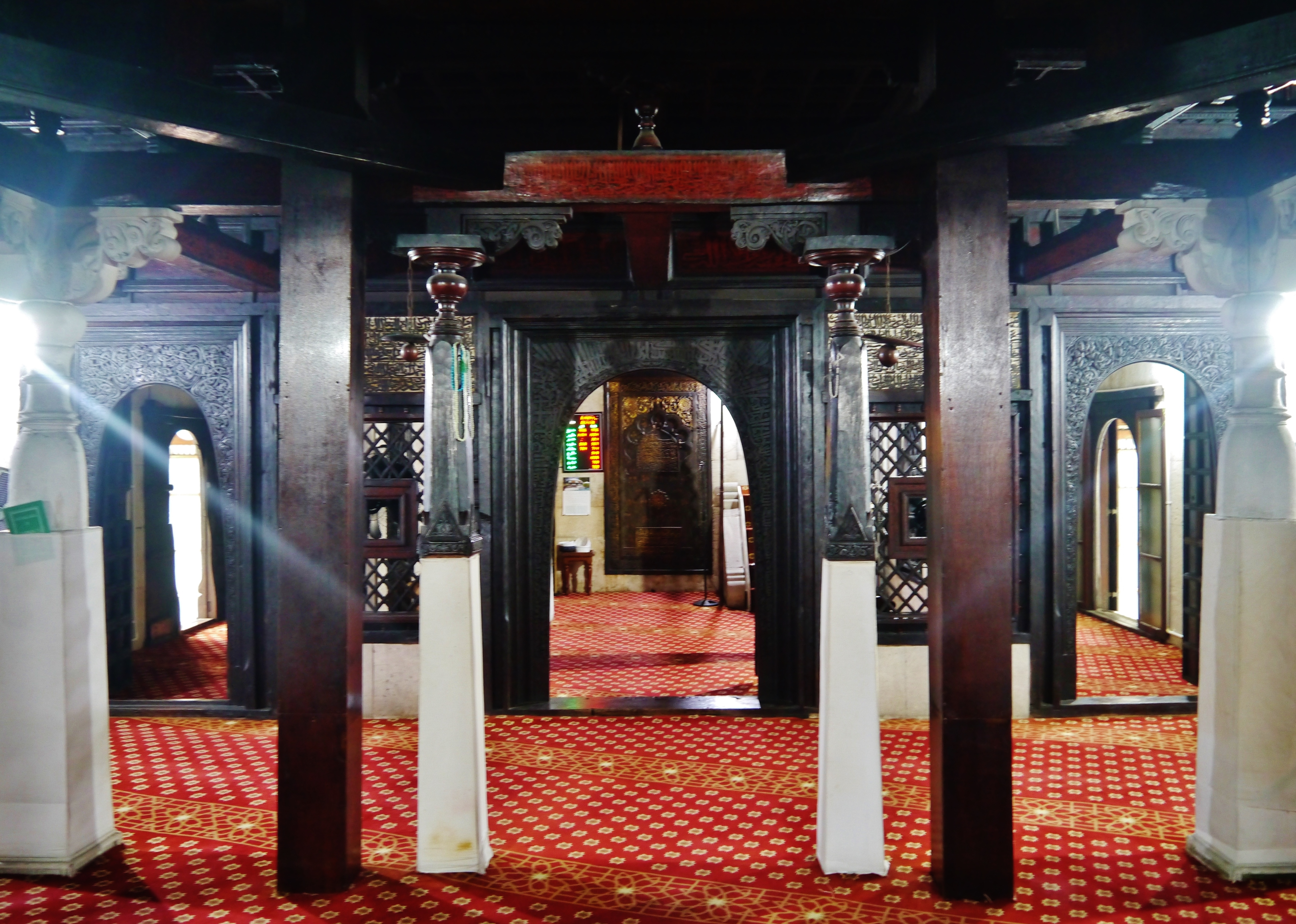
Wnętrze meczetu (2018)
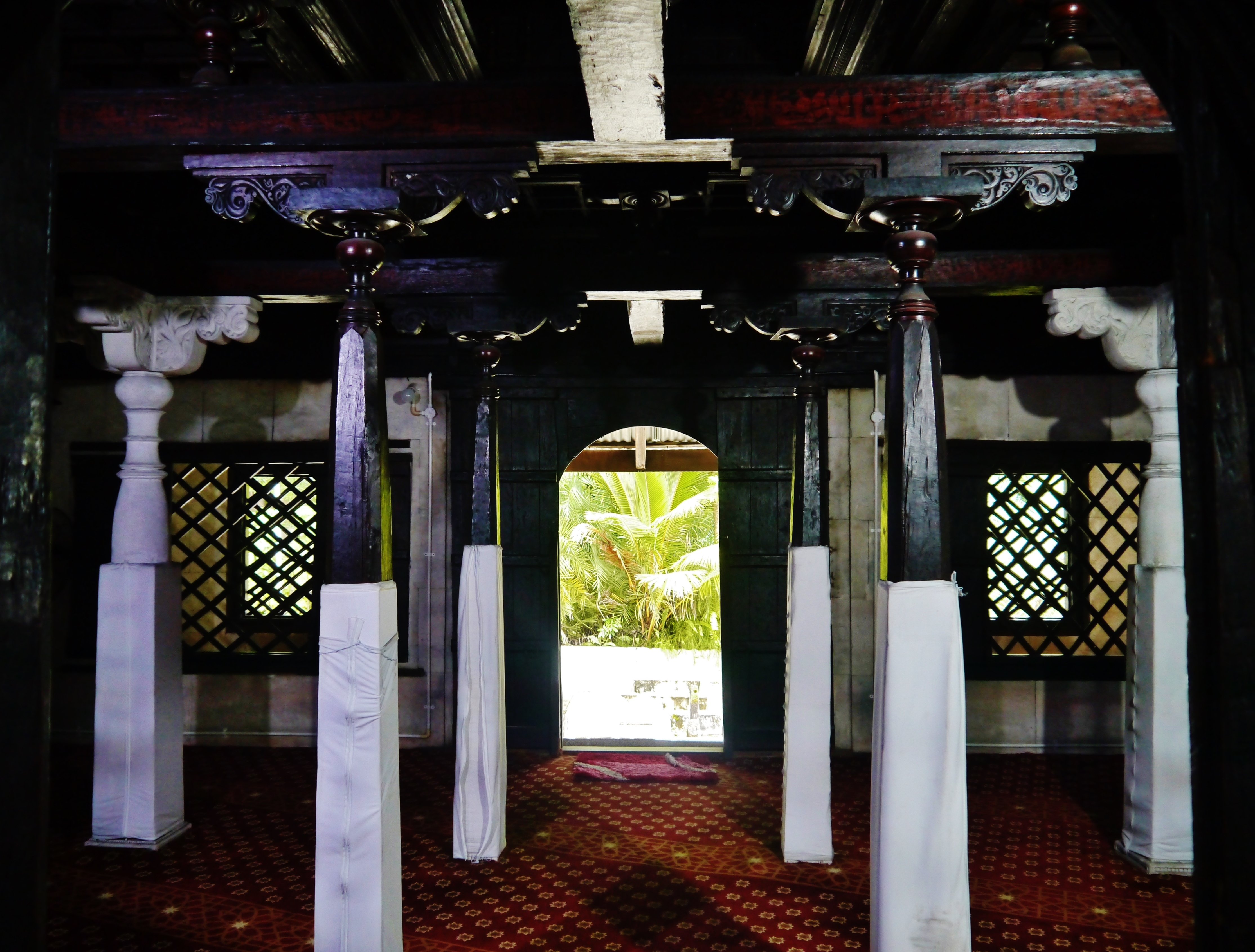
Wnętrze meczetu (2018)
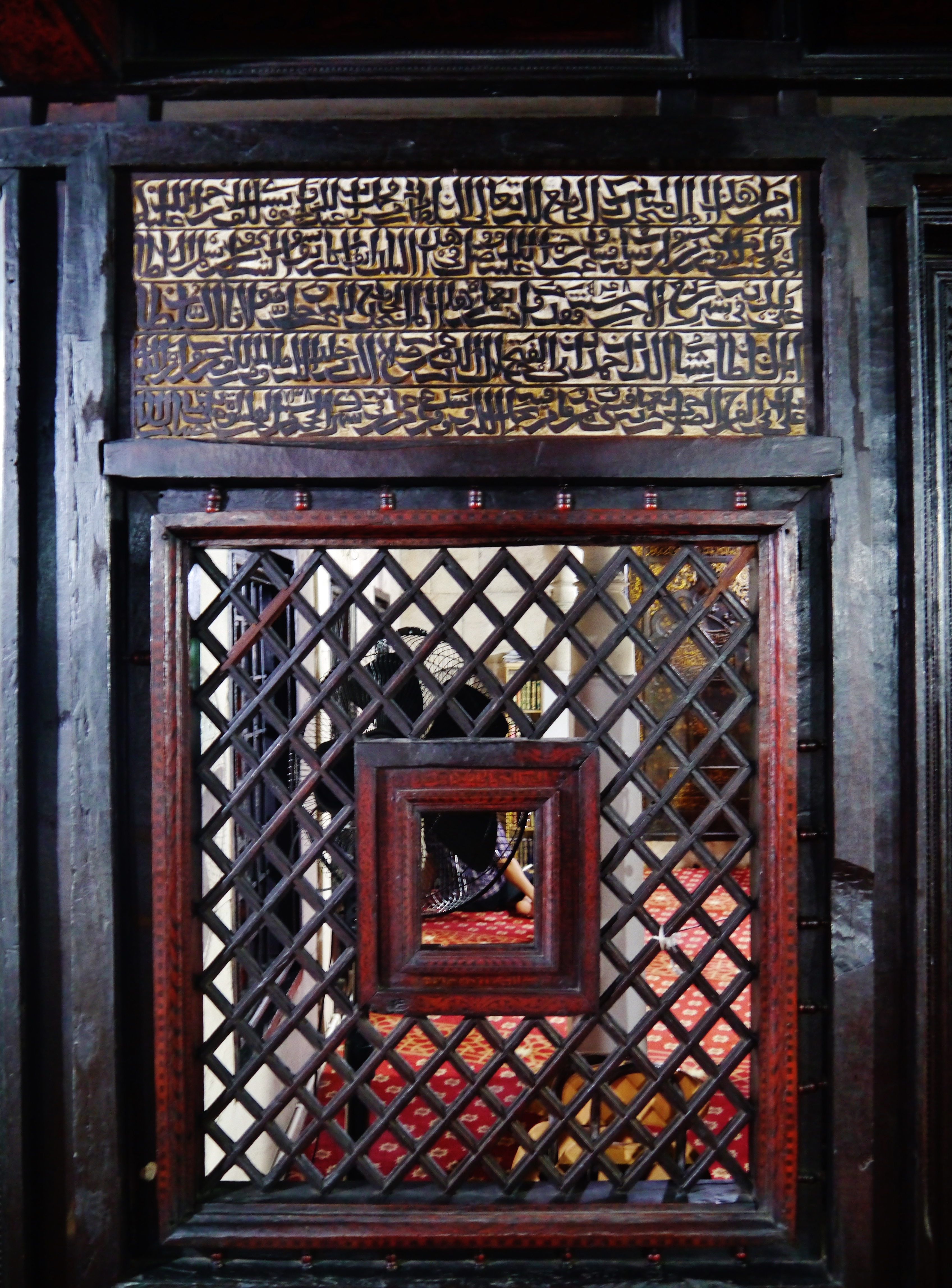
Bogato zdobione drewniane okno (2018)